# Juli-Panzerwels

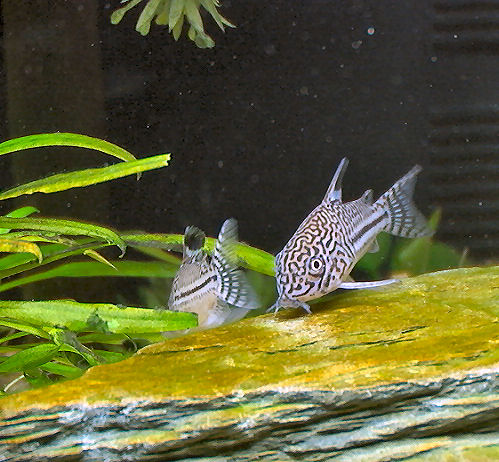
Dreibinden-Panzerwelse

Der Juli-Panzerwels  (Hoplisoma julii, Synonym: Corydoras julii) ist ein Panzerwels der dem Dreibinden-Panzerwels (Hoplisoma trilineatum) ähnlich sieht. Bei Juli-Panzerwelsen handelt es sich auch nicht um den Leopardpanzerwels (Brochis leopardus), mit dem er ebenfalls häufiger verwechselt wird. Hoplisoma julii stammen nur aus der gleichen Gattung wie Hoplisoma trilineatum, haben sich aber parallel zu diesen entwickelt.

## Vorkommen
Der Juli-Panzerwels ist in bestimmten Seitenarmen des Amazonas beheimatet, in Südamerika: Brasilien; Maranhão, Zulauf des Rio Parnaíba nahe dem Alto Parnaíba (09°08'S, 45°56'W).
Weitere Fundorte: Brasilien, Flüsse im Bundesstaat Pará.

## Merkmale
Das Männchen wird bis zu 5 cm und das Weibchen bis zu 6 cm groß, das erreichbare Alter liegt bei 5 bis 10 Jahren. Wie beim Betrachten der Bilder auffällt, ist Hoplisoma julii die wesentlich feiner gepunktete Species. H. trilineatum ist jedoch wesentlich robuster als H. julii.
Flossenformel: Dorsale 1/7, Anale 1/7

## Aquaristik
Bei Haltung im Aquarium ist es wichtig, dass er in einem Schwarm von mindestens 5 Tieren gehalten wird und viele Verstecke im Aquarium vorhanden sind. Geeignete Wasserwerte sind eine Temperatur von 22 bis 26 °C und ein pH-Wert von 6,0 bis 7,5. Die Wasserhärte sollte bei einem KH-Wert von 2 bis 5 ° und einem GH-Wert von 2 bis 15 °d haben. Das Aquarium sollte mindestens 80 Liter aufweisen.

### Ernährung
Der Juli-Panzerwels ist allesfressend (omnivor) und ernährt sich von Algen, Detritus, Kleintieren und Pflanzenteilen. Im Aquarium eignet sich folgendes Fischfutter: Lebendfutter (Artemia, Mückenlarven, Daphnien, Tubifex), Frostfutter und Trockenfutter (Tabletten, Futterflocken).

### Vermehrung
In der freien Wildbahn vollziehen die Panzerwelse nach der Regenzeit, wenn sich das Wasser wieder erwärmt hat, ihr arttypisches Paarungsverhalten, da sich nach der Regenzeit sehr viele Schwebstoffe und somit auch Beutetierchen im Wasser befinden. Das Wasser wird durch den Regen wesentlich weicher, daher sollte zur Zucht ein Leitwert von etwa 60 μS gewählt werden.
Am ehesten gelingt die Vermehrung im Aquarium nach einer der Regenzeit nachempfundenen ein bis drei Tage dauernden Wasserabkühlung um zwei bis drei Grad und reichhaltiger Fütterung, mit anschließender Wiedererwärmung.
Am besten setzt man Zuchtgruppen mit einem Verhältnis von zwei Männchen zu einem Weibchen zusammen; die Tiere paaren sich auch in der Natur in größeren Gruppen.
Die Tiere vollziehen ein spezielles Paarungsverhalten, bei dem das Männchen das Weibchen umkreist und stark zuckt, das Weibchen reinigt bestimmte Stellen im Aquarium (Scheiben und Blattunterseiten) um daraufhin daran die ca. 100 Eier zu heften, die das Männchen anschließend befruchtet.
Die Eier sollten von den Alttieren getrennt werden.
Bei 26 bis 28 °C brauchen die Larven ca. 5 Tage, bis sie schlüpfen. Die Larven sind sehr klein und nahezu durchsichtig. Zwei bis drei Tage nach dem Schlupf, wenn der Dottersack aufgebraucht ist, können die Larven mit frisch geschlüpften Artemia gefüttert werden. Später kann feinstes Flockenfutter gegeben werden.
Die Nachzucht des H. julii ist äußerst schwierig, da die Tiere nur bei sehr bestimmten Wasserwerten kräftig und gesund genug sind.